# U-110 (1940)
U-110 – niemiecki okręt podwodny typu IXB z czasów II wojny światowej. U-Boot wszedł do służby w 1940 roku i wziął udział w bitwie o Atlantyk, podczas której uszkodzony i zmuszony do wynurzenia przez brytyjskie niszczyciele, został zajęty przez grupę abordażową. W jego wnętrzu odnaleziono niezniszczone przez Kptlt. Fritza-Juliusa Lempa maszynę szyfrującą marynarki niemieckiej Enigma-M oraz dokumenty kodów. Księgi uzyskane w U-110 stanowiły najważniejszą aliancką zdobycz w walce o złamanie kodu Enigmy, która umożliwiła niemal całkowite złamanie stosowanego przez Kriegsmarine kodu Enigmy. Według niektórych opinii, uzyskanie materiałów Enigmy z U-110 stanowiło najważniejsze pojedyncze wydarzenie, które zdecydowało o przebiegu i wyniku bitwy o Atlantyk.

## Historia
Jedynym dowódcą U-110 był Kptlt. Fritz-Julius Lemp – odznaczony Krzyżem Rycerskim za wcześniejsze sukcesy odniesione na U-30. U-110 został wcielony do 2. Flotylli U-Bootów celem szkolenia załogi; od 1 marca 1941 roku jako jednostka bojowa.
U-110 w swój pierwszy rejs bojowy wypłynął na początku marca 1941 roku po wyjątkowo krótkim szkoleniu załogi, co było spowodowane zamarznięciem Bałtyku. 16 marca podczas ataku na konwój HX-112 Lemp zdołał poważnie uszkodzić brytyjski zbiornikowiec „Erodona” (6207 BRT); jednostka wróciła do służby dopiero w lipcu 1944 roku. Podczas tej samej akcji stracili dwa U-Booty dowodzone przez asów floty podwodnej (U-99, Kptlt. Otto Kretschmer; U-100, Kptlt. Joachim Schepke). 
Nocą 23 marca U-110 atakował samotnie płynący norweski frachtowiec „Siremalm” (2468 BRT). Po bezskutecznych próbach storpedowania rozpoczęto ostrzał artyleryjski, jednak powodu błędu obsługi doszło do rozerwania lufy działa 105 mm i uszkodzenia okrętu. Lemp zmuszony został do przerwania patrolu, a atakowany statek – mimo uszkodzeń – zdołał uciec.
W kolejny patrol bojowy U-110 wypłynął 15 kwietnia 1941 roku z Lorient. 27 kwietnia na zachód od Irlandii zatopił brytyjski parowiec „Henri Mory” (2564 BRT), zaś 9 maja wziął udział w ataku na konwój OB-318; zdołano storpedować dwa brytyjskie frachtowce: „Bengore Head” (2609 BRT) i „Esmond” (4 976 BRT). Wkrótce potem U-Boot został wykryty i zaatakowany przez korwetę HMS „Aubretia”, a do akcji przyłączyły się niszczyciele HMS „Bulldog” i HMS „Broadway”. Uszkodzony przez bomby głębinowe okręt podwodny został zmuszony do wynurzenia. Brytyjczycy zorientowali się, że istnieje możliwość zdobycia U-Boota, zaprzestali więc ostrzału i zrezygnowali z taranowania wrogiej jednostki. Załoga U-110 w pośpiechu opuszczała pokład skacząc do lodowatej wody. Zginęło 15 członków załogi (w tym dwóch już po wyłowieniu przez Brytyjczyków), w tym Fritz-Julius Lemp. Dokładne okoliczności jego śmierci nie są jasne – utonął, prawdopodobnie próbując powrócić na swój okręt celem zatopienia; według relacji niektórych członków załogi U-Boota został podczas takiej próby zastrzelony przez członków grupy abordażowej. Pozostałych 32 oficerów i marynarzy dostało się do niewoli.
Niemiecki okręt został przejęty przez załogę abordażową, która zdołała pozyskać cenne materiały wywiadowcze, w tym maszynę szyfrującą Enigma i, co było szczególnie cenne, aktualne księgi szyfrów. Całą operację udało się również zachować w tajemnicy przed Niemcami. U-110 zatonął następnego dnia w czasie próby odholowania go na Islandię.